# Alexej Rybnikov
Alexej Rybnikov (* 17. července 1945, Moskva) je ruský hudební skladatel.

## Život
Narodil se v Moskvě v umělecké rodině. V roce 1967 absolvoval moskevskou konzervatoř Petra Iljiče Čajkovského (skladatelská třída), kde posléze přednášel do roku 1975 na skladatelském oddělení. Alexej Rybnikov je skladatel rockových oper Hvězda a smrt Joaquina Murieta (1976) (rusky: Звезда и смерть Хоакина Мурьеты), Juno a Avos (1981) a významným autorem filmové hudby. Jeho první zkušeností byl krátký film Lelka režiséra Pavla Arsenova (1966).
V roce 1989 přesáhl celkový prodej alb s hudbou Alexeje Rybnikova 10 milionů kopií.